# 裕二福
裕二福，满族，相声第三代传人，师从沈春和。光绪（1875年—1908年）初年，裕二福移居天津，在北开市场说相声，成为第一位来到天津发展的相声艺人。 